# Divitiacus

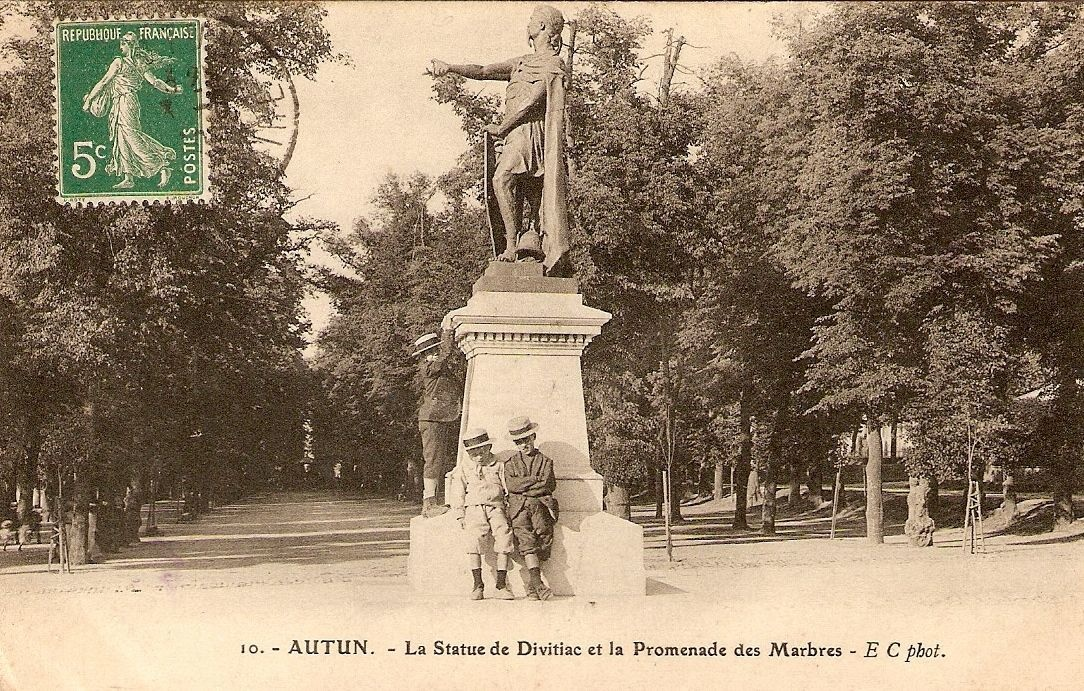
Fotografi av en staty föreställande Divitiacus i Autun, Frankrike. Statyn byggdes 1893 av Arthur Péricaud, men förstördes 1942.

Divitiacus var en druid i Gallien och den ende druiden vars historiska existens anses säkerställd. Han var bror till den romfientlige Dumnorix.
Divitiacus var anförare av den proromerska delen av germanstammen Äduer, som levde i nuvarande Burgund, och hjälpte Caesar att erövra Gallien. Divitiacus levde omkring 50 f.Kr.